# (3989) Odin
(3989) Odin (1986 RM) – planetoida z pasa głównego asteroid okrążająca Słońce w ciągu 3,39 lat w średniej odległości 2,26 j.a. Odkryta 8 września 1986 roku.